# Görvälns skola

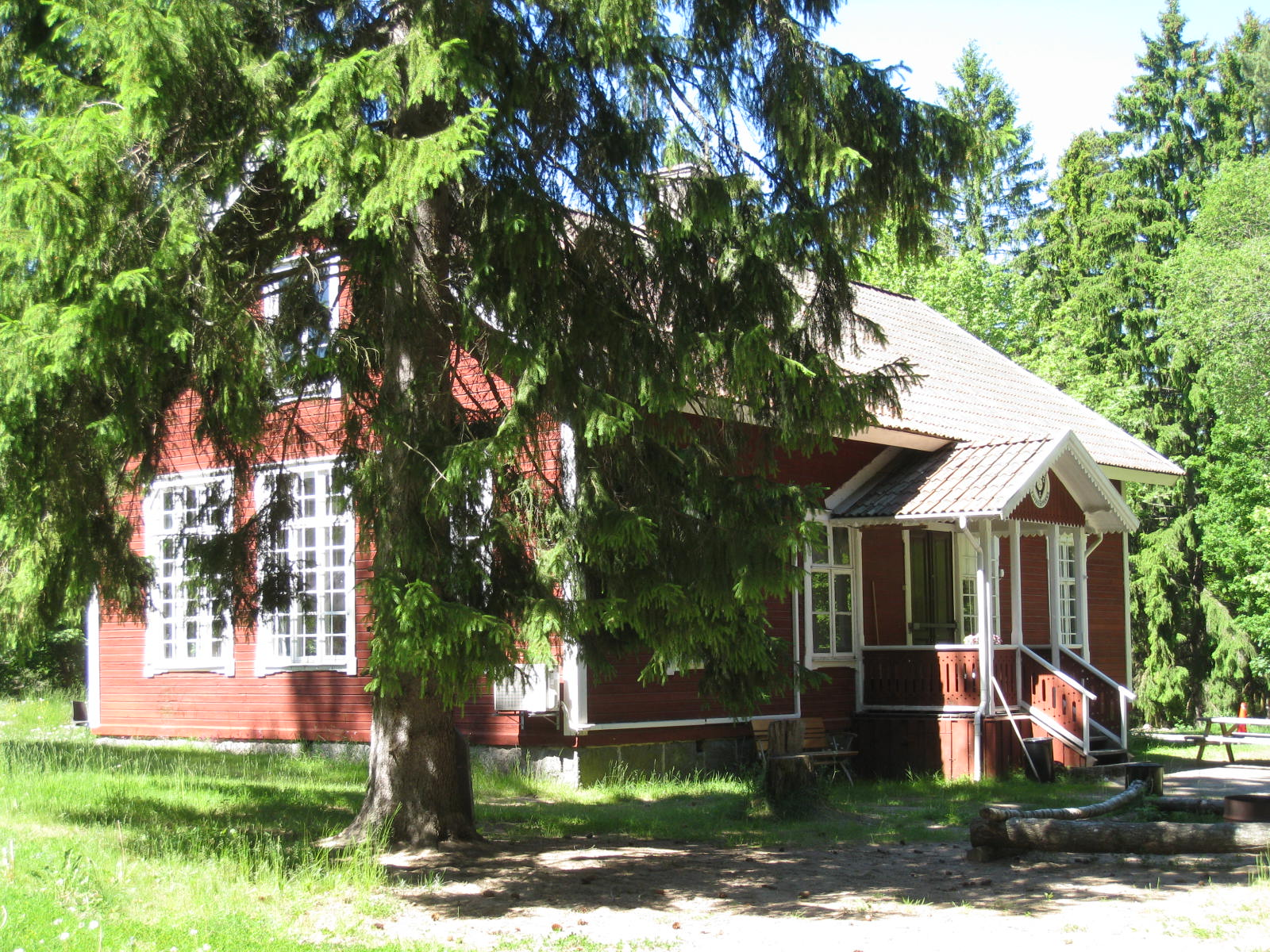
Görvälns skola från sydväst, foto från 2015. Jämför bilden nedan som fotograferades 100 år tidigare!

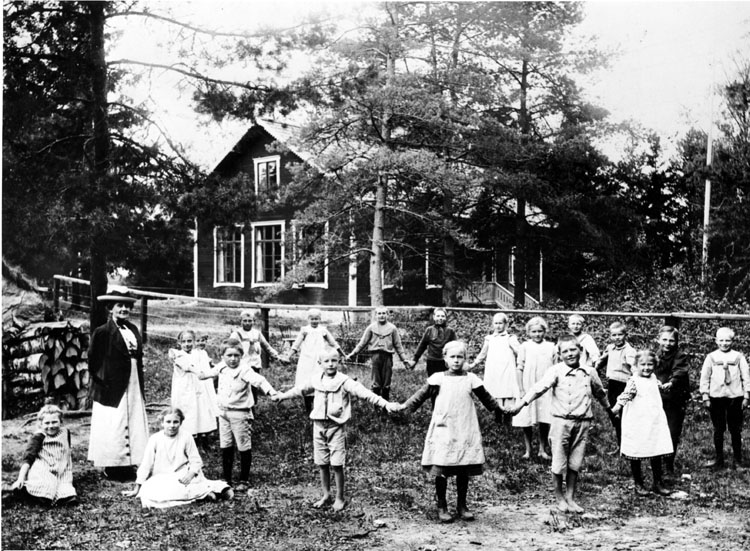
Görvälns skola, klassfotografi från 1915. Lärarinnan Fanny Lagerlund stående till vänster.

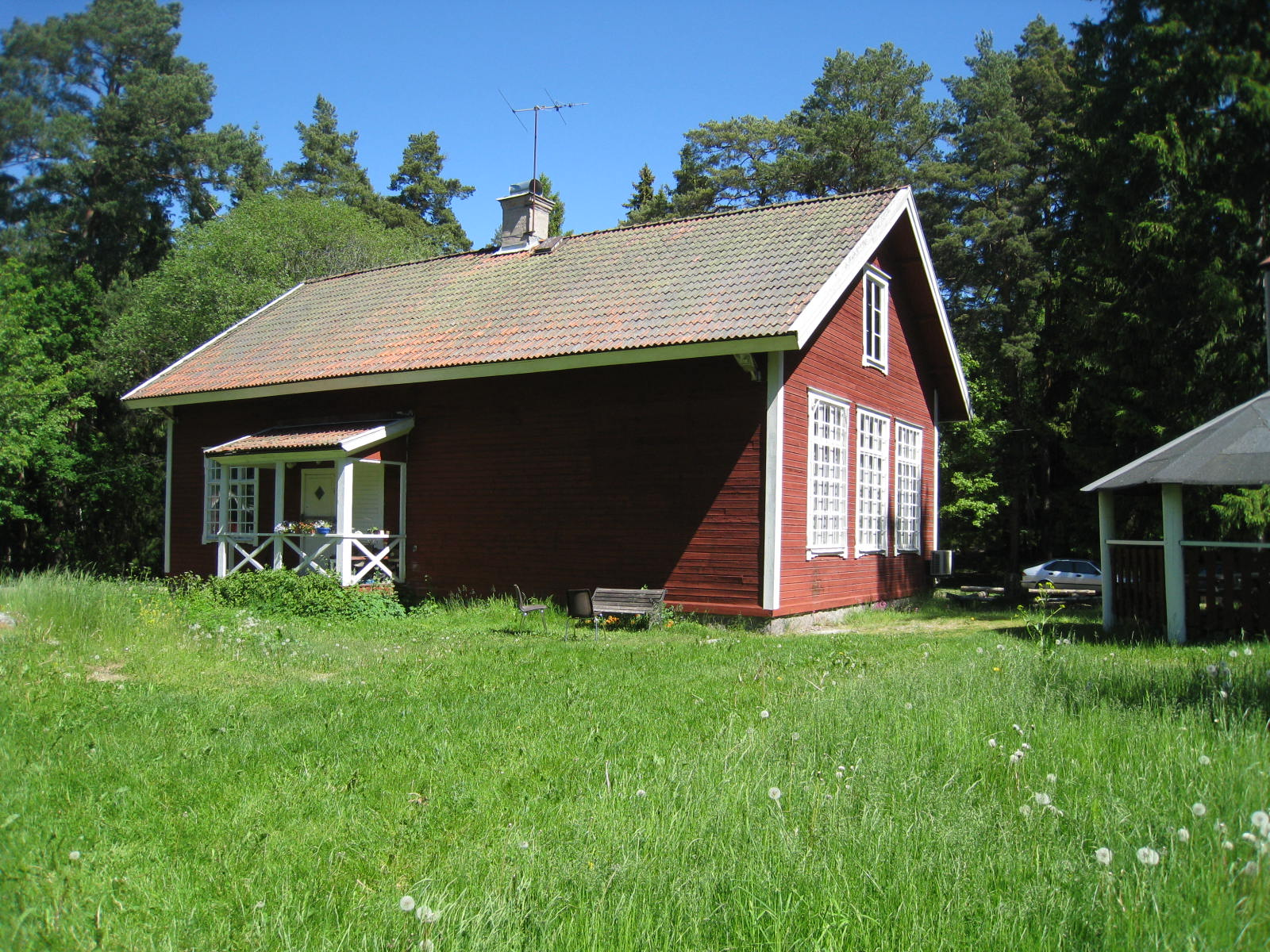
Görvälns skola från sydost, foto från 2015.

Görvälns skola var en skola i Järfälla socken i nordvästra Stockholms län i Uppland. Skolan låg strax sydost om herrgårdsanläggningen vid Görvälns slott vid Snutenvägen 11 norr om gränsen vid nuvarande Görvälns griftegård.
Görvälns skola var verksam mellan åren 1896 och 1939. Skolan var nybyggd 1896 och startade då, och lades ned 1 juli 1939, men skolbyggnaden finns kvar. Byggnaden uppfördes som den fjärde fasta skolan i socknen.
Efter att skolan hade lagts ner från och med läsåret 1939-1940 användes skolhuset tidvis till förrådslokal, och lärarbostaden hyrdes ut. I samband med inköp av mark för badplats såldes skolhuset till Görvälns gård 1956. Skolhuset ägs av Järfälla kommun och användes som förrådslokal och därefter användes skolbyggnaden under en tid av en ungdomsförening. Från 1994 har skolhuset disponerats av en motorklubb, MCE Motorcykelentusiasterna.

## Skolhuset

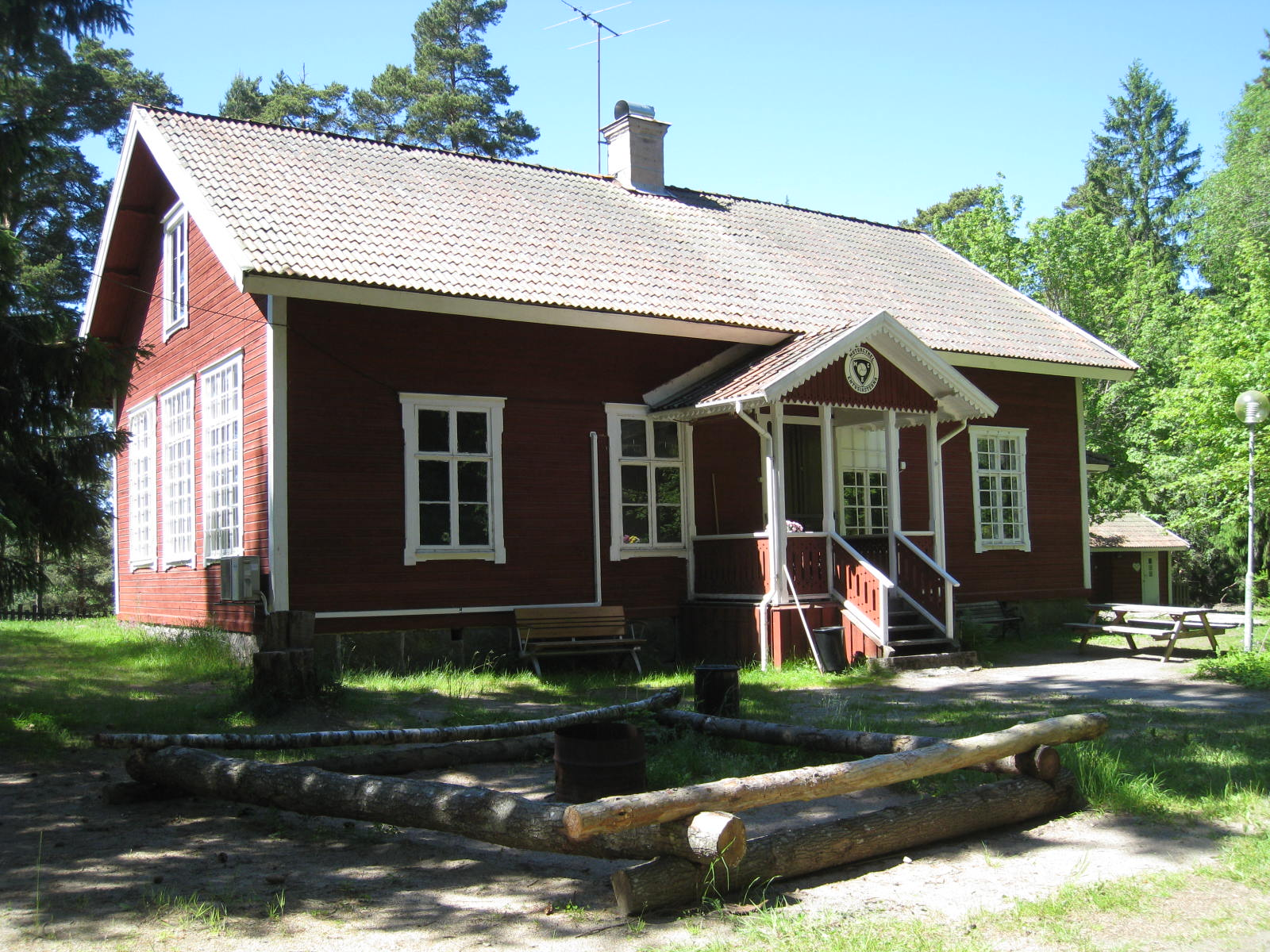
Görvälns skola på Snutenvägen 11 i Järfälla. Foto juni 2015.

Skolhuset byggdes 1896 i gamla Oxhagen och det var ett "riktigt skolhus". Skolan hade en skolsal för 42 elever och korridor och förstuga (farstu) på bottenvåningen. På övre våningen var det en lärarbostad för lärarinnan på ett rum och kök. Det nya skolhuset uppfördes med trästomme och utvändigt lades panel. Huvudingången på östfasaden fick en förstukvist med taklister och trappräcken som var lövsågade. Dekorativa omfattningar gjordes vid fönstren.

## Lärarinnan

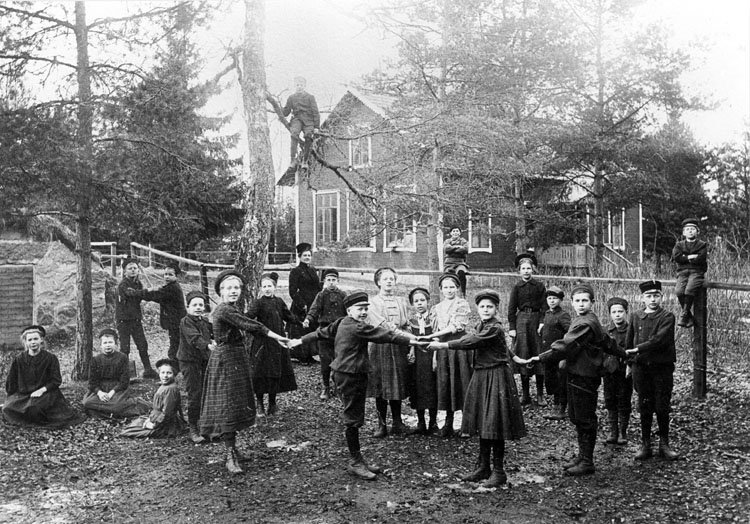
Klasskort från början av 1900-talet med Görvälns skola i bakgrunden.

Lärarinnan hette Fanny Lagerlund åren 1891–1920. Barnantalet var som störst under hennes tid. När antalet barn var som mest 1901 gick det 70 elever här, i småskolan var det 29 elever och i folkskolan 41 elever. Eleverna gick bara i skolan varannan dag, så alla baren var inte i skolan samtidigt. Undervisning varje dag infördes först i mitten av 1920-talet. Lärare under åren 1870–1878 var Augusta Dahlberg. När skolan sedan  fungerade som flyttande skola mellan Lövsta och Görväln under åren 1879–1889 var lärarna Edith Lund, Julia Lundqvist och Gunilda Forsberg. Åren 1921–1924 var Stina Elovson lärare och under de sista fjorton åren 1925–1939 var Hulda Johansson lärare. Aspnäs skola bytte namn 1936 och började kallas Jakobsbergs skola. Under 1930-talet inrättades två nya lärartjänster. Från och med höstterminen 1937 inrättades den ena nya tjänsten. Den andra lärartjänsten inrättades från och med höstterminen 1939, då lärarinnan vid Görvälns skola flyttades över till Aspnäs skola, då hennes tjänst Görvälns skola drogs in på grund av för litet barnantal. Även barnen från Görväln flyttades då också över till Jakobsberg. Skolan vid Görväln upphörde från och med 1 juli 1939.

## Elevantalet
Elevantalet höll sig till omkring 20-30 elever under åren 1911–1936. Antalet elever sjönk sedan snabbt. Folkskolestyrelsen beslöt om nedläggning av skolan 1939 efter att barnantalet på Görvälns upptagningsområde hade sjunkit till bara fyra barn. Det fanns bara fyra barn när skolan lades ner från och med läsåret 1939–1940. Undervisningen flyttades då till nuvarande Aspnässkolan (Aspnäs skola), dit de fick skolskjuts. Aspnäs skola hade startat redan 1846, tre år efter att Aspnäs krog upphörde, och där blev det skola istället. I skolan gick barn förutom från Görväln även från Kallhäll, Lädersättra (som låg 1,5 km nordöst om Görväln och redan från 1527 var underlydande till Görväln) och Ulvsättra (som låg 2 km nordöst om Görväln och på 1700-talets slut lades på Görvälns ägor) och Viksjö och deras antal uppgick till 30 till 40 stycken. 1905 skedde konfirmationsundervisningen, läsningen, skedde för pastor Christensson tillsammans med ett 35-tal andra ungdomar från hela socknen. Då höll man till uppe i gavelrummet på den gamla skolan i Aspnäs en gång i veckan.

## Historia

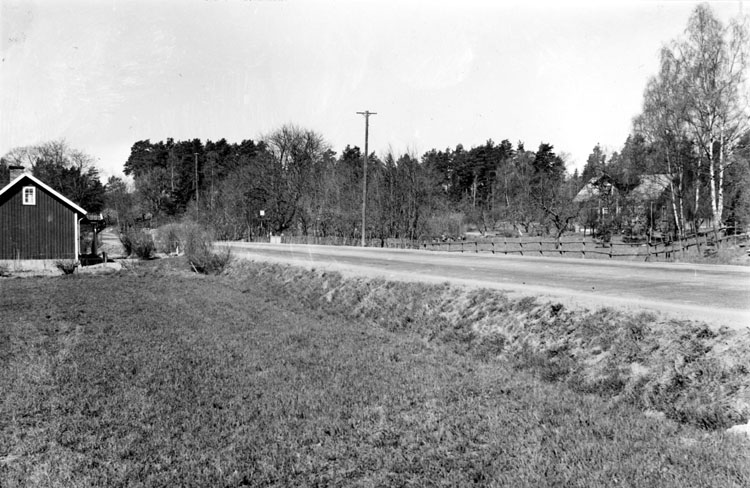
Platsen för den första Spånga-Järfälla skola vid Lilla Tensta i Spånga.

Skolväsendet i Järfälla kan dateras till 1810, då Spånga-Järfälla gemensamma skola öppnades eller till 1846, då Järfälla socken fick sin första egna skola. Hovmarskalken Adolf Rudbeck (1726-1801), som var ägare till Görvälns gård åren 1778-1796, Jakobsberg, Skälby med flera gårdar i Järfälla och Spånga, donerade 1798 pengar, till en skola och 1810 öppnades Spånga-Järfälla gemensamma skola. Den gemensamma skolorganisationen för Spånga och Järfälla varade till år 1845. Nio år efter Adolf Rudbecks död 1801 startade den första skolan i Järfälla 1810 på Hjulsta gårds ägor i Spånga socken. Den första skolan, Spånga-Järfälla skola, låg nära Enköpingsvägen på Hjulsta gårds ägor. Hjulsta gård gränsade till Barkarby och skolan kom då att ligga nära sockengränsen Hjulsta gård, som gränsade till Barkarby. I och med att skolan låg nära sockengränsen kom de blivande eleverna från två socknar. År 1846 öppnades Järfällas första egna skola vid det som blev skolhuset vid Aspnäs (Aspnäs skola eller Jakobsbergs skola). Aspnäs var en mangårdsbyggnad som köptes in för skoländamål och som tidigare hade fungerat som krog, som hade startat på 1790-talet. Efter att Aspnäs krog hade upphört blev där år 1846 skola istället. Skolhuset i den gamla Aspnäs krog låg i korsningen Allévägen 2 och Gamla Enköpingsvägen 1 i Jakobsberg. Kroghuset vid vägskälet blev sedan Järfällas första skola och Järfällas äldsta skola är fortfarande i full gång.

## Görvälns skolhus invigdes 25 oktober 1896

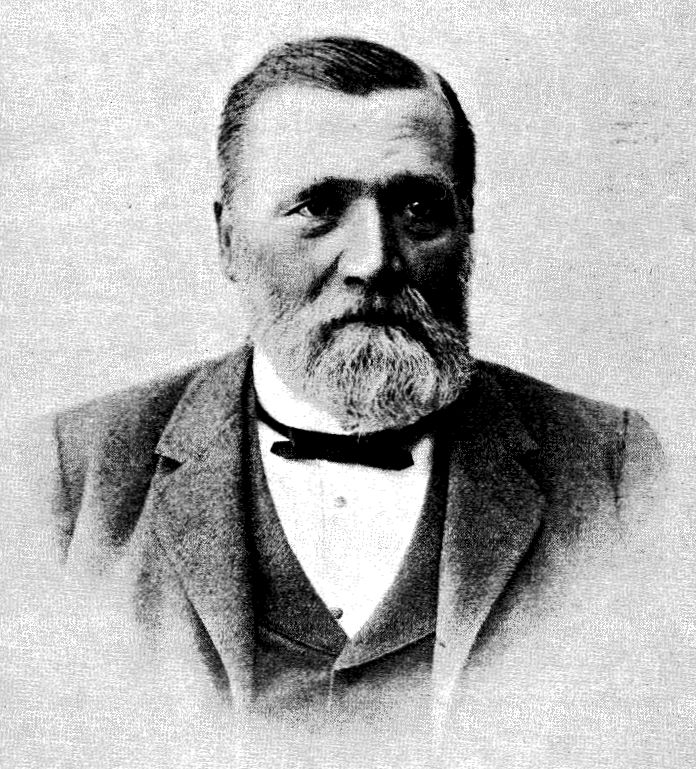
Ingenjör Antenor Nydqvist (1817-1914).

Ingenjör Antenor Nydqvist (1817-1914), som var ägare till Görväln åren 1889-1900, meddelade i början av 1896 att han inte längre ville upplåta lokal för skola i Värdshuset. Antenor Nydvist hade köpt Görvälns slott 1889 och han var bosatt där med sin familj fram till år 1900. På Nydqvists tid byggdes också den Gula villan, den uppfördes 1889 vid allén på Görvälnsvägen norr om slottet.
Det var på en kyrkostämma Järfälla socken i den 23 april 1896 som man beslutade att redan under sommaren låta bygga ett nytt skolhus. I den så kallade Oxhagen utlovade ingenjör Antenor Nydqvist fri byggnadsplats. Han skänkte marken i Oxhagen strax sydost om Görvälns herrgårdsanläggning för ändamålet. Nydqvist bidrog med erforderligt byggnadsmaterial såsom timmer, bjälkar och takstolar fritt levererat till platsen för skolans byggande. "Skolhuset ska bli 50 fot långt, 30 fot brett och 14 fot högt, under tak av tegel, och inrymma en skolsal för 42 barn, ett rum och kök för lärarinnan, avklädningsrum och förstuga. Huset skall uppföras av liggande timmer på minst fem fots stenmur.- En del inredningsarbeten, som till exempel brädbeklädnad av väggarna invändigt, skola dock göras först sommaren 1897." Marken tillhörde Görvälns slott och skolan uppfördes för en kommunal kostnad på 4.000 kronor. Då överlämnades skolan till Järfälla kommun. För att finansiera skolans byggande var brukspatron Gustaf Berndes (Gustaf Fredrik Berndes) (1834-1913), godsägare på Jakobsberg åren 1886-1917 och patron J. G. Törnblom, godsägare på Viksjö åren 1870-1900, med i byggnadskommittén. Görvälns skola uppfördes 1896 och invigdes 25 oktober 1896.

### Görvälns skola och Lövsta skola

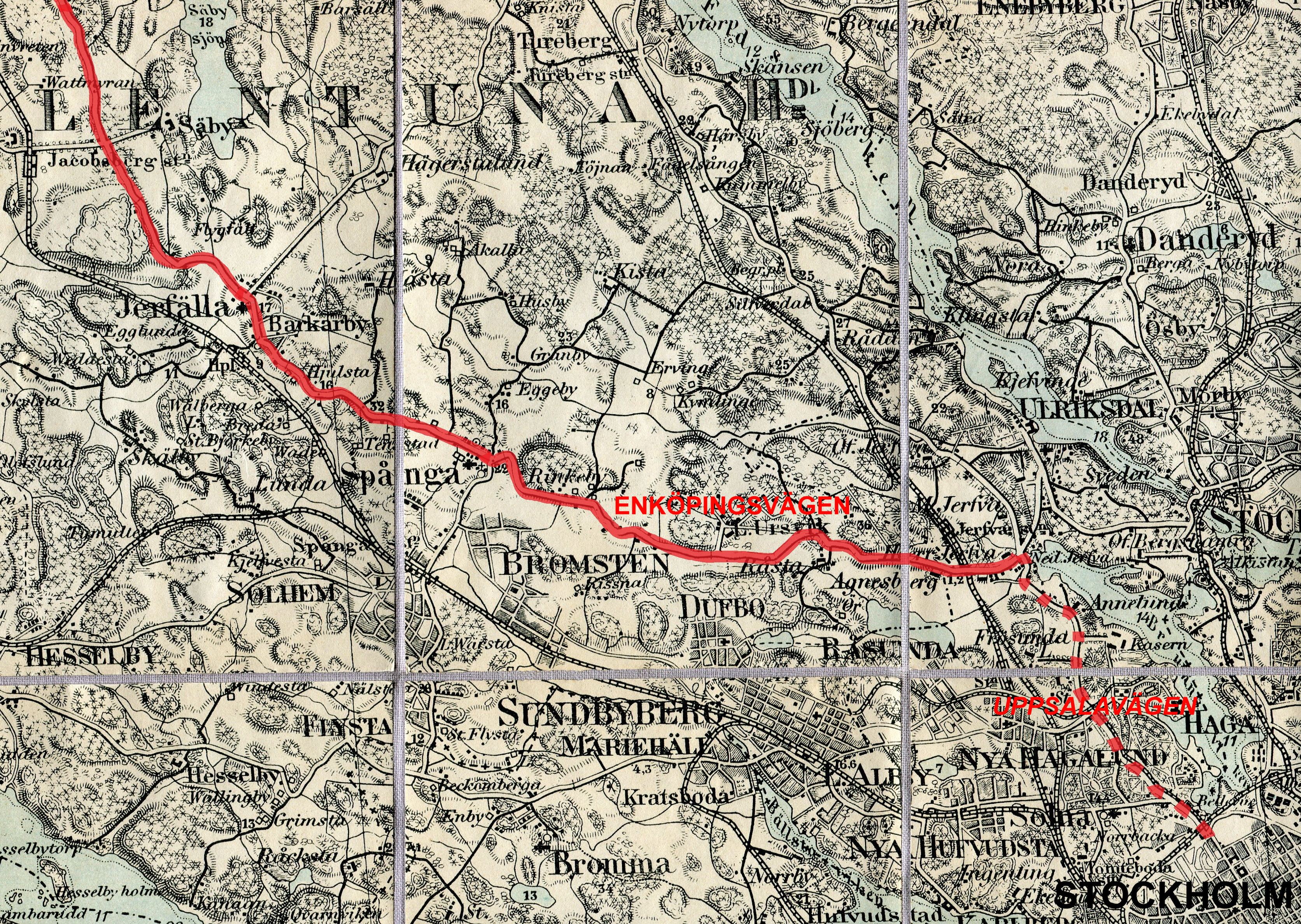
Karta från 1873 över Enköpingsvägen mellan Stockholm och Järfälla. Långbacka skola (Veddesta skola) byggdes 1885 och låg bredvid den gamla häradsvägen. År 1887 ändrades skolans namn till Veddesta skola.

Görvälns skola blev den fjärde skolan i Järfälla socken. Aspnäs skola var den enda skolan i socknen fram till 1870. Brukspatron Axel Fredrik Björkman på Görvälns slott inrättade då i egen regi Görvälns skola i nuvarande Villa Solbacka (eller "Värdshuset"), som tidigare varit sjökrog (Görvälns krog) för sjöfarande på segelleden Stockholm-Uppsala. Sedan inrättades (byggdes) i socknen skolor vid Lövsta (Lövsta skola) 1879 för barn både från Görväln och Lövsta, och därefter vid Långbacka (Långbacka skola eller Veddesta skola) 1885 för barnen från gårdarna Veddesta, Skälby, Fjällen, Riddersvik och Lövsta.

### Görvälns skola och Långbacka skola (som blev Veddesta skola)
Långbacka skola låg bredvid den gamla häradsvägen sydväst om nuvarande E18 och järnvägen. Två fasta mindre folkskolor skapades från och med höstterminen 1884, den ena vid Görväln och den andra vid Lövsta. Fram till höstterminen 1885 skedde undervisningen vid Lövsta. Därefter togs det nybyggda skolhuset vid Långabacka i bruk. Långbackaskolan fick sedan barnen från Lövsta rote använda. Lövsta skola upphörde från och med höstterminen 1885 och barnen fick gå till Långbacka skola istället. År 1887 ändrades skolans namn från Långbackaskolan till Veddesta skola. För att tilldela varje skola ett bestämt rekryteringsområde indelades socknen för första gången i skolområden 1885. Skolan i Lövsta skulle flytta mellan Lövsta och Görväln. Undervisningen skulle ske med fyra månader på vardera platsen. Anledningen var att man avvaktade om kommunen skulle köpa in Fjällen till fattigvården. I sådana fall skulle en småskola byggas där också.

### Görvälns skola med barn från Görvälns slott och Viksjö gård
I Görvälns skola gick barnen från Görväln och från Viksjö. I denna skola gick också de barn som bodde på Skäftingeholmen. Görvälnsbarnen hade tidigare gått i skola i den gamla krogen vid Görväln, Görvälns krog. En skolsal för 42 elever fanns i huset vid Görvälns skola samt korridor och farstu. Bredvid hade lärarinnan ett rum och kök.

### Gåvobrev till Järfälla församling
Ingenjör Antenor Nydqvist utfärdade 24 maj 1902 ett gåvobrev till Järfälla församling på Görvälns skoltomt om 0,2058 ha efter det att han sålt Görväln och då undantagit skoltomten till professor Mauritz Salin. Salin tecknade då sitt godkännande på gåvobrevet.

### Elektrisk belysning och telefon
Elektrisk belysning i skolan beslutade man att införa år 1919 och på grund av skolans isolerade läge anskaffades år 1922 telefon till lärarinnan. Av kyrkostämman anmodades skolrådet på hösten 1925 att tillse att skyddsanordningarna vid Görvälns skola skulle bli "effektiva och verkliga", för att enbart telefon till skolan kunde inte "anses bereda lärarinnan där någon skyndsam hjälp, om behofvet så påkallade".

### Heltidsläsning
Med början från höstterminen 1925 omändrades skolan från mindre folkskola till folkskola med heltidsläsning och folkskollärarinna istället för småskollärarinna. Hulda Johansson valdes till lärarinna. Efter 1900-talets första decennium hörde även Görväln till de skolor där barnantalet låg relativt högt. Skolan hade omkring 60 till 70 elever. Därefter sjönk antalet barn i stort sett hela tiden. Det berodde på att skolområdet bara omfattade ett par gårdar, där befolkningen hade minskat. På grund av att barnantalet minskade markant under de tre sista åren av 1930-talet och antalet barn var endast 16 st år 1937 och 9 st år 1938 och 1939 var det bara 4 st barn. Folkskolestyrelsen beslutade då vid sammanträden 12 maj och 26 maj 1939 att förorda att lägga ned Görvälns skola.

## Skolan i Görvälns gamla krog

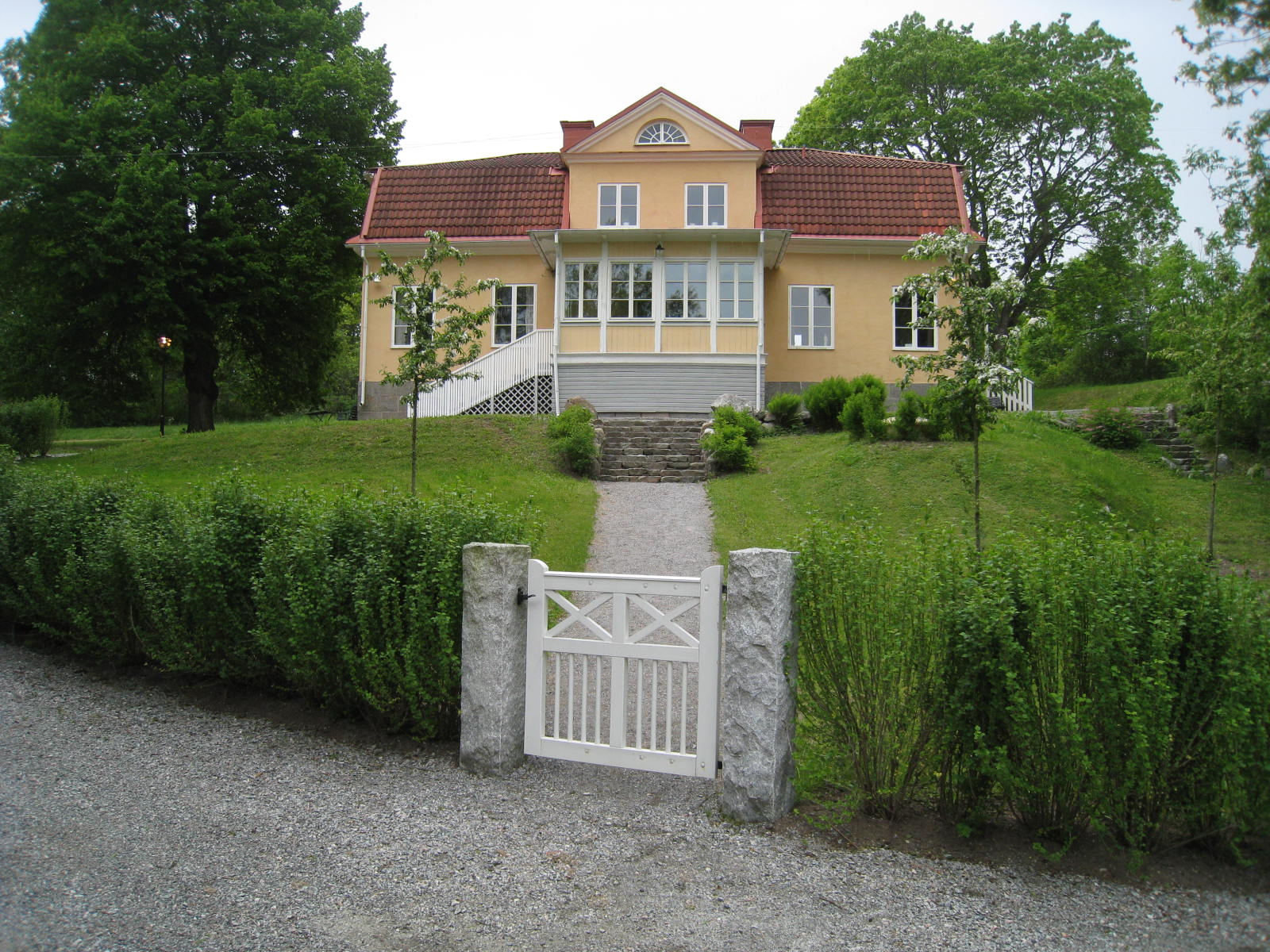
Villa Solbacka eller Görvälns krog fungerade som skola åren 1870-1896.

Innan Görvälns skola byggdes hade barnen tidigare fått gå i skola i den gamla Görvälns krog, eller Villa Solbacka, som den också kallas. Det var Svante Bielke som i början av 1600-talet lät uppföra "Röda byggningen vid sjön". Det var ett stenhus i likhet med huvudbyggnaden (Stora röda huset). Det var troligen fogdens bostad. Från början var byggnaden från omkring 1650 en sjökrog, där resande kunde rasta. Sedan dess har Villa Solbacka-huset byggts om och till flera gånger och dess äldsta delar är från tidigt 1600-tal. I källaren finns ett vackert tunnvalv, med formen av en halv cylinder, i tegel. Krogen fanns här ända fram till 1830-talet, ungefär vid samma tidpunkt som när segelfartygen började ersättas av ångbåtar. En viktig vinterväg gick från Barkarby och över de låglänta slätterna ut på Görvälnsfjärdens Mälarisar mot Enköping och Västerås. Görvälns krog fungerade på sommaren som sjökrog för resande mellan över Stockholm och Uppsala. Innan Solbacka blev privatbostad låg Görvälns skola här en period under 1800-talets slut.

### 1870-talet
År 1870 fanns det 23 barn i skolåldern på Görväln. Brukspatron Axel Fredrik Björkman (1833–1886) inrättade redan 1870 en småskola i egen regi för de 23 barnen vid Görväln och närbelägna torp. Han startade den privata skolan för de 23 skolbarnen i den gamla krogen, Görvälns krog. I det före detta värdshuset, nuvarande Villa Solbacka, ordnade han en skolsal och lärarbostad. Han bekostade nödvändigt skolmateriel och avlönade lärarinnan. På höstterminerna läste man i Lövsta och på vårterminerna vid Görväln. Verksamheten i skolan i Görvälns krog var igång till och med höstterminen 1878. Under det sista verksamhetsåret kallades skolan inte för småskola utan för mindre skola. Hur undervisningen skulle ordnas efter skolans nedläggande överlade skolrådet om i maj 1879. Tre fasta skolor i socknen kalkylerade man med. Bland annat kalkylerade man med en skola vid gränsen mellan Görväln och Viksjö. Där skulle man uppföra en lämplig byggnad. Vid Fjällens gård och Hägerstalunds kvarnstuga skulle de två andra skolorna ligga. Den gamla häradsvägen mellan Järfälla kyrka och Sollentuna kyrka gick förbi Hägerstalunds gård. Skolrådet frångick denna plan att bygga en skola vid gränsen mellan Görväln och Viksjö redan en dryg vecka senare. Den lediga byggnaden vid Fjällen fick inte hyras ut. Underhandlingar om inköp av hela Fjällens gård till fattigvård skulle man nu avvakta. En fast småskola skulle då även förläggas till Fjällens gård.

### 1880-talet och Lövsta-Görvälns flyttande (ambulerande) skola

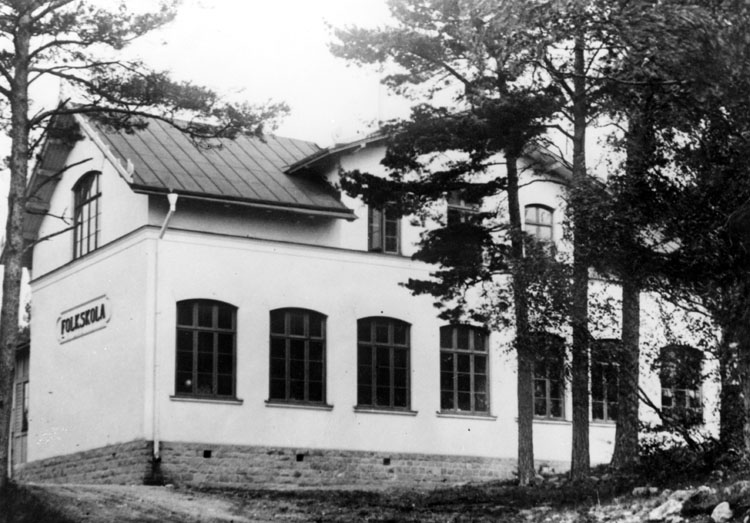
Lövsta Folkskola uppfördes 1903 i dåvarande Järfälla kommun och användes som folkskola till 1938. Skolhuset blev senare Spånga ungdomsgård. Foto 1952.

År 1885 inköpte Stockholms stad Lövsta för att anlägga ett renhållningsverk. Därefter uppfördes på 1890-talet arbetarbostäderna vid Kyrkhamn, som var knutna till verket. Därmed ökade behovet av skola. Medan man avvaktade på att denna skola skulle förläggas vid Fjällen inrättade man en flyttande (ambulerande) mindre skola på två stationer. Dessa två stationer var Görväln och Lövsta. Lövsta tillhörde fram till 1978 Järfälla kommun. Ena terminen fick Lövstabarnen undervisning och nästa termin fick Görvälnsbarnen undervisning. Den ambulerande skolan började hösten 1879 i Lövsta (Lövstaskolan, Hässelby) och under vårterminen 1880 kom skolan till Görväln. Den mindre folkskolan, som den kallades från och med 1882, uppehölls denna flyttande mindre skola till och med vårterminen 1884. Det var bara under vårterminerna som den var förlagd till Görväln. Den flyttande (ambulerande) mindre skolan ersattes från höstterminen 1884 av två fasta mindre skolor. Den ena av dem placerades vid Görväln och höll till i det så kallade Värdshuset och den andra skolan placerades i Lövsta, genom att ännu en lärarinna anställdes vid Lövsta. Till på höstterminen 1885 skedde undervisningen i Lövsta. Det nybyggda skolhuset vid Långbacka togs därefter i bruk. Denna skola fick barnen från Lövsta rote begagna. Ägaren av Görväln under åren 1882-1889, lantbrukaren Georg af Schmidt (1813-1897), upplät skolsal och två rum för läraren i Värdshuset vid Görväln. I upplåtelsen ingick också upphuggen och framkörd ved. Enligt kyrkostämmoprotokoll 5 oktober 1884 var årshyran 300 kronor.

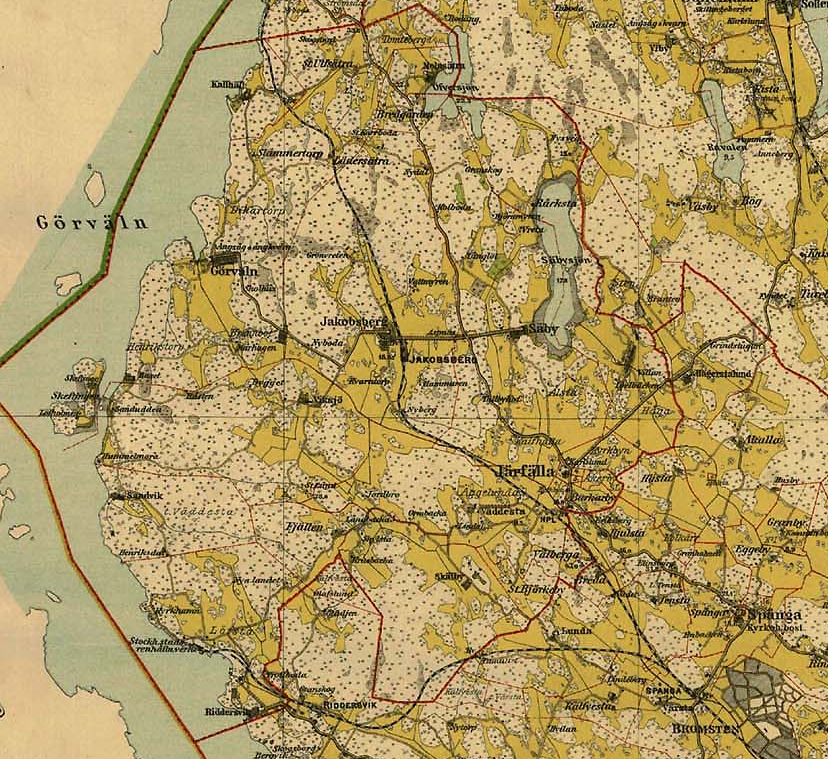
Järfällakartan från 1901 visar att utefter Mälarens strand ligger Görväln i norra delen av Järfälla och Lövsta och Riddersvik ligger alldeles vid gränsen till Stockholm i södra delen av Järfälla.

Lövsta (och Riddersvik) tillhörde från 29 mars 1864 Järfälla socken i kameralt och juridiskt hänseende, dit det i kyrkligt hänseende alltid hade hört. Ännu på 1970-talet låg byn Kyrkhamn, som ligger norr om Lövsta sopstation, i Järfälla kommun. Kyrkhamn inlemmades så sent som 1 januari 1975 i Stockholms stad. I Kyrkhamnsbyn i Lövsta började man på 1890-talet att bygga bostäder åt arbetarna vid sopstationen i Lövsta. Hösten 2011 tog stadsdelsnämndens ordförande och stadsmiljöborgarrådet beslutet att inlemma även Kyrkhamn i Görvälns naturreservat i Järfälla.
Eftersom lokalen i Görväln inte var klar till höstterminen 1879 fick lärarinnan Edith Lund börja undervisningen i Lövsta. Till och med vårterminen 1884 pågick denna flyttande skola med läsning på Lövsta på höstterminerna och vid Görväln på vårterminerna. Från 1879 var Lövsta skola inrymd i hyrd lokal. Från och med 1882 kallades skolan flyttande mindre folkskola. Från 1884 hade Lövsta skola provisoriska lokaler i Lövsta och från 1889 var det en provisorisk skola, som bestod av några rum i sopstationen i marketenteriet. Därefter var Lövsta skola inrymd i den nybyggda skolan i Långbacka. Lövsta skola inrymdes åren 1899-1903 i marketenteriet vid Kyrkhamn. Långbackaskolan blev snabbt för liten. Under 1902 lät staden uppföra ett nytt skolhus. Från 1903 togs den nya skolan i bruk, Lövsta Folkskola, även kallad Kyrkhamns skola.  Skolan omorganiseras i samband med detta till fast folkskola. Elevantalet uppgick vid första skolstarten till 128 barn fördelade på sex årskurser. Lövstaarbetarna började med åren att bosätta sig i Hässelby Villastad och barnen kunde gå i Hässelby Folkskola istället för vid Lövsta och antalet elever i Lövsta skola minskade då med åren. Lövsta skola lades ned 1939, det var samma år som Görvälns skola också lades ned.

### Socknen indelades i skolområden
Socknen indelades år 1885 i skolområden. Man bestämde då att Görvälns skolområde skulle omfatta Görväln med de underlydande torpen: Henrikstorp, Baset, Slammertorp, Lädersättra, Marhagen, Snuten, Lövholmen, Skäftinge, Skogstorp, Kallhälls banvaktsstuga och Kallhäll samt Viksjö med de underlydande torpen: Hummelmora torp, Sandudden och Råsten.Efter att det riktiga skolhuset vid Görvälns skola hade byggts 1896 i gamla Oxhagen har Görvälns krog eller Villa Solbacka använts som bostad.

## Brukspatron Axel Fredrik Björkman på Görväln
Redan år 1870 hade brukspatron Axel Fredrik Björkman (1833–1886) vid Görvälns slott inrättat en småskola i egen regi i Görvälns krog (Villa Solbacka) för de 23 barnen vid Görväln och närbelägna torp. Axel Fredrik Björkman hade 1861 övertagit Görväln efter sin far Axel Ulrik Björkman (1797–1855). Denne Axel Fredrik Björkman var själv född 1833 på Görvälns slott, han var godsägare på Görväln åren 1861-1882. Han gifte sig 1862 med sin kusin Ebba Björkenheim (1844-1898). Herrskapet Axel och Ebba Björkman och deras familj bebodde själva Görväln, som blev deras hem i 20 år. Deras fyra barn var alla födda på Görväln, och de växte upp på godset. Deras fyra barn var en son, Albert Axel Fredrik Björkman, född 1863 och tre döttrar, Anna Maria Sofia Björkman, född 1864, Görvel Elin Margareta, född 1866 och Thyra Elin Antoinette Björkman, född 1874. Samma år som Björkmans egen son, Albert Axel Fredrik Björkman, fyllde 7 år inrättade han småskolan 1870 i Görvälns krog.

### Den första skolan vid Görväln
Axel Fredrik Björkman var "en engagerad järfällabo", som deltog i kommunens politiska liv. Bland annat valdes han året efter att han tillträtt Görväln till vice ordförande i kommunalstämma, det högsta beslutande organet i landskommuner och köpingar i Sverige, och kommunalnämnd. Året därpå blev han ordförande i kommunalstämman.

### Björkman inrättade skola samt anlade park och trädgård
Axel Fredrik Björkman anlade park och trädgårdsplanteringar vid Görvälns slott. Han anlitade 1869 en trädgårdsprojektör, som utarbetade förslag till ordnande av park och trädgårdsplanteringar. Men det var på skolans område som han gjorde sin mest kända (kommunala) insats. Han blev ledamot av kyrkorådet och skolrådet. 1840 bildades vid Ecklesiastikdepartementet departementalreformen. Statliga utbildningsfrågor drevs vid Ecklesiastikdepartementet. Utbildningsfrågor i regionala stiftsstyrelser, där biskoparna ingick, ordnades under Ecklesiastikdepartementet. Traktens folkundervisning organiserades av församlingarna under dessa stiftsstyrelser, med kyrkostämman som beslutande myndighet och skolrådet som tillsynsmyndighet.
År 1870 i juli månad inrättade Björkman den fasta skolan i privat regi vid Görväln. Han avlönade ensam en lärarinna, hon hette Augusta Dahlberg. Skolmaterial, skollokal och lärarbostad bekostade han själv. Då fanns det gott om barn på Görväln. Första året var det en småskola, som ovan nämnts, med 23 elever under skolans första termin. Björkman meddelade först till sammanträdet med skolrådet 20 oktober 1871 att han hade inrättat en skola vid Görväln. Han anhöll då att ett reglemente skulle uppsättas, och att skolrådet till lärarlönen skulle söka statsanslag. I skrivelsen omtalade han att han tänkte avlöna lärare eller lärarinna med 150 riksdaler per år. Skolrum och lärarbostad och vedbrand till dessa utrymmen skulle han hålla. Material skulle han dessutom också bekosta. Ett reglemente som stadfästes av Domkapitlet 17 januari 1872 antogs kort därpå. Denna privata skola upphörde efter höstterminen 1878.
Skolformen utökades efter några år till så kallad mindre skola. Skolformen ändrades till flyttande mindre skola år 1879. På höstterminerna läste man i Lövsta och på vårterminerna vid Görväln.
Bjökmans porträtt hänger i kommunfullmäktiges sessionssal. Det var på egen bekostnad som han i juli 1870 inrättade den fasta småskolan i huset i Görvälns krog. Småskolan var i bruk i 8 år till och med höstterminen 1878, då den lades ned.